# آرجی میته
آرجی میته (به انگلیسی: RJ Mitte) (متولد ۲۱ اوت ۱۹۹۲) بازیگر آمریکاییست که عمده شهرت وی بخاطر بازی در سریال برکینگ بد و در نقش پسر والتر وایت است. همانند شخصیتش در سریال، در دنیای واقعی نیز از فلج مغزی رنج می‌برد.
او همچنین با یک مربی پرورش استعداد نیز کار کرده و به دنبال فرصت‌هایی بوده که معلولیت وی مناسب آنجا باشد که در همین راستا بازیگری در برکینگ بد به او پیشنهاد شد.
آرجی متولد شهر لافایت، لوئیزیانا است ولی در سال ۲۰۰۶ به همراه خانواده به دنبال دریافت پیشنهاد بازیگری برای خواهرش به شهر لس‌آنجلس می‌آیند.

## پیوند
آرجی میته در بانک اطلاعات اینترنتی فیلم‌ها